# D. J. Caruso
Daniel John Caruso Jr. (nascut el 17 de gener de 1965) és un director, productor i guionista de cinema nord-americà. . El seu treball abasta diversos gèneres, com ara thrillers (Disturbia, Vides alienes), drames (Standing Up), terror (The Disappointments Room), i acció (I Am Number Four, xXx: Return of Xander Cage). També ha dirigit nombrosos episodis de sèries de televisió com ara The Shield, Over There, Smallville  i Dark Angel. La majoria de les seves pel·lícules pertanyen als gèneres thriller i cinema d'acció.

## Primera vida i educació
Caruso va néixer a Norwalk (Connecticut), fill de Lorraine (Zullo) i Daniel John Caruso, propietari d'un saló, House of Beauty. És d'origen italià. Es va graduar a la Norwalk High School el 1983. També es va graduar a la Universitat Pepperdine a Malibu, Califòrnia.

## Carrera
Caruso va començar la seva carrera com a protegit del director John Badham, actuant com a productor i director de segona unitat en pel·lícules com L'assassina, Drop Zone i Nick of Time. Va dirigir diversos episodis de sèries de televisió com High Incident i Beyond Belief: Fact or Fiction, a més de dos telefilms.
El seu debut com a director de llargmetratge va ser El mar de Salton, un elegant thriller criminal del 2002 protagonitzat per Val Kilmer i Vincent D'Onofrio que des de llavors ha guanyat un estatus de culte menor. A continuació, Caruso va dirigir la pel·lícula de thriller psicològic protagonitzada per Angelina Jolie i Ethan Hawke Vides alienes. La pel·lícula es va estrenar als cinemes el dia 19 de març de 2004, però no va complir amb les expectatives de taquilla, recaptant 65.470.529 dòlars d'un pressupost de 35 milions de dòlars. No obstant això, la pel·lícula va demostrar ser un èxit en vídeo domèstic, mantenint el seu lloc com el DVD més venut número u durant tres setmanes consecutives. Two for the Money va ser la següent pel·lícula de Caruso que es va considerar "un thriller esportiu ben fet, però amb massa detalls". La pel·lícula es va estrenar el 7 d'octubre de 2005 i va tenir un èxit moderat, recaptant 30.526.509 dòlars a tot el món amb un pressupost modest de 18 milions de dòlars. Més tard es va publicar en DVD el 17 de gener de 2006.
El 2007, Steven Spielberg va demanar a Caruso que dirigís Disturbia. La pel·lícula va ser el primer gran èxit de Caruso, amb una recaptació de més de 117 milions de dòlars amb un pressupost de 20 milions de dòlars. Fou protagonitzada per Shia LaBeouf, Sarah Roemer, David Morse, Aaron Yoo i Carrie-Anne Moss. Es va estrenar el 13 d'abril de 2007 als cinemes i en DVD el 7 d'agost. Eagle Eye va ser la segona col·laboració de Caruso amb el productor Spielberg i l'actor LaBeouf. També va protagonitzar Michelle Monaghan, Billy Bob Thornton, Rosario Dawson i es va estrenar als cinemes el 26 de setembre de 2008. es reaccions crítiques van ser mixtes i negatives, però, el cap de setmana d'estrena, la pel·lícula va recaptar 29,1 milions de dòlars a 3.510 sales als Estats Units i Canadà. El 2017, havia recaptat 201 milions de dòlars a tot el món amb un pressupost de pel·lícula de 80 milions de dòlars.
Va dirigir l'adaptació de YA Fiction I Am Number Four l'any 2011, pel·lícula que va recaptar 161 milions de dòlars a tot el món, però no va generar prou interès per una seqüela prevista. Dos anys més tard, va complir un projecte de passió de fa molt de temps amb la pel·lícula de coming-of-age Standing Up, la primera pel·lícula familiar del director. Està basat en la novel·la de Brock Cole, The Goats. La pel·lícula és protagonitzada per Chandler Canterbury i Annalise Basso com a dos nens friki que s'embarquen en un viatge de descobriment i autodescobriment després de ser despullats i deixats encallats junts a una illa com a part d'una broma de campaments d'estiu. Caruso va començar a adaptar la novel·la a principis dels noranta amb el llavors soci Ken Aguado, que va produir la pel·lícula. Standing Up es va produir amb un petit pressupost de 3 milions de dòlars i es va estrenar el 16 d'agost de 2013.
L'agost de 2013, Caruso tenia previst dirigir l'adaptació cinematogràfica del còmic Preacher. Caruso també estava treballant en una pel·lícula titulada Selling Time' ', un thriller sobrenatural protagonitzat potencialment per Will Smith, sobre un home a qui se li dona l'oportunitat única de reviure el pitjor dia de la seva vida, a canvi de set anys fora de la seva pròpia expectativa de vida. Ambdós projectes han fracassat des de llavors, però un d’ells fou adaptat a una sèrie de televisió d'èxit emesa a AMC.
Va ser jutge convidat al reality show de televisió On the Lot de la Fox per a l'episodi del 28 i 29 de maig de 2007. Caruso va dirigir el seu primer videoclip el 2007 per a la cançó "Don't Make Me Wait" de This World Fair. El 2009, va dirigir el vídeo musical de la cançó "Sometime Around Midnight de Airborne Toxic Event".
El 2 d'abril de 2015, Caruso va ser contractat per dirigir la tercera entrega del Sèrie de pel·lícules de G.I Joe, amb Aaron Berg com a autor del guió. L’octubre de 2015 l’actor i productor Vin Diesel va fer signar a Caruso com a director de xXx: Return of Xander Cage. La pel·lícula es va estrenar com la pel·lícula número u del món i va guanyar 347 milions de dòlars a tot el món.
Caruso va dirigir la pel·lícula Redeeming Love basada en la novel·la homònima de Francine Rivers' de 1991 després que "es va enamorar dels personatges i de la història quan la seva dona li va presentar la novel·la". La pel·lícula estava programada per a una estrena a la primavera de 2021, però es va reprogramar a principis de 2022.

## Vida personal
Caruso es va casar amb l'actriu Holly Kuespert el 6 de juliol de 1990. Tenen cinc fills: Brandon, Daniel, Sophia, Charlie i Sally.

## Filmografia

### Cinema
| Any  | Títol                      | Director | Guionista | Notes         |
| ---- | -------------------------- | -------- | --------- | ------------- |
| 2002 | El mar de Salton           | Sí       | No        |               |
| 2004 | Vides alienes              | Sí       | No        |               |
| 2005 | Two for the Money          | Sí       | No        |               |
| 2007 | Disturbia                  | Sí       | No        |               |
| 2008 | Eagle Eye                  | Sí       | No        |               |
| 2011 | I Am Number Four           | Sí       | No        |               |
| 2011 | Inside                     | Sí       | Sí        | Cinema social |
| 2013 | Standing Up                | Sí       | Sí        |               |
| 2016 | The Disappointments Room   | Sí       | Sí        |               |
| 2017 | xXx: Return of Xander Cage | Sí       | No        |               |
| 2022 | Redeeming Love             | Sí       | Sí        |               |
| 2022 | Shut In                    | Sí       | No        |               |

Productor
| Any  | Títol            | Notes                                      |
| ---- | ---------------- | ------------------------------------------ |
| 1991 | The Hard Way     | Productor associat                         |
| 1993 | L'assassina      | Productor associat i director de 2a unitat |
| 1993 | Another Stakeout | Co-producer and director de 2a unitat      |
| 1994 | Drop Zone        | També director de 2a unitat                |
| 1995 | Nick of Time     | Productor executiu i director de 2a unitat |
| 2002 | Crazy as Hell    |                                            |

### Televisió
| Any       | Títol                          | Notes                            |
| --------- | ------------------------------ | -------------------------------- |
| 1996      | VR.5                           | 1 episodi                        |
| 1996-97   | High Incident                  | 4 episodis                       |
| 1997      | Beyond Belief: Fact or Fiction | 8 episodis Va escriure 1 episodi |
| 1998      | Mercy Point                    | 1 episodi                        |
| 1998      | Buddy Faro                     | 1 episodi                        |
| 1999      | Martial Law                    | 1 episodi                        |
| 1999      | The Strip                      | 1 episodi                        |
| 2001      | Dark Angel                     | 1 episodi                        |
| 2001      | Going to California            | 4 episodis                       |
| 2002      | Robbery Homicide Division      | 2 episodis                       |
| 2002      | Smallville                     | 1 episodi                        |
| 2002–2006 | Vic Mackey                     | 4 episodis                       |
| 2005      | Over There                     | 1 episodi                        |

Productor executiu
- Rebound: The Legend of Earl "The Goat" Manigault (1996) (Telefilm)